# Temporada da PLK de 2022-23
A Temporada da EBL de 2022–23, também conhecida como Energa Basket Liga por motivos de patrocinadores, foi a 89ª edição da principal competição da modalidade no país. A equipe do WKS Ślask Wrocław defende seu título e sua hegemonia como maior campeão polonês.

## Participantes
| Clube                                | Localização         | Arena                              | Capacidade |
| ------------------------------------ | ------------------- | ---------------------------------- | ---------- |
| Anwil Włocławek                      | Włocławek           | Hala Mistrzów                      | 4 200      |
| Suzuki Arka Gdynia                   | Gdynia              | Gdynia Sports Arena                | 5 500      |
| BM Stal Ostrów Wielkopolski          | Ostrów Wielkopolski | Hala Sportowa Stal                 | 1 200      |
| Enea Abramczyk Astoria Bydgoszcz     | Bydgoszcz           | Artego Arena                       | 1 470      |
| Enea Zastal BC Zielona Góra          | Zielona Góra        | CRS Hall Zielona Góra              | 6 080      |
| Grupa Sierleccy Czarni Słupsk        | Słupsk              | Hala Gryfia                        | 2 500      |
| Tauron GTK Gliwice                   | Gliwice             | Centrum Sportowo-Kulturalne Łabędź | 400        |
| King Szczecin                        | Szczecin            | Azoty Arena                        | 7 403      |
| Legia Varsóvia                       | Varsóvia            | OSiR Bemowo                        | 1 000      |
| MKS Dąbrowa Górnicza                 | Dąbrowa Górnicza    | Centrum Hall                       | 2 944      |
| PGE Spójnia Stargard                 | Stargard            | Hala Miejska                       | 2 500      |
| Polski Cukier Pszczółka Start Lublin | Lublin              | Globus                             | 5 000      |
| Rawlplug Sokół Łańcut                | Łańcut              | MOSiR Łańcut                       |            |
| Trefl Sopot                          | Sopot               | Ergo Arena                         | 15 000     |
| Arriva Twarde Pierniki Toruń         | Toruń               | Hala Widowiskowo-Sportowa          | 6 248      |
| WKS Śląsk Wrocław                    | Breslávia           | Hala Orbita                        | 3 000      |

Fonte: plk.pl>Drużyny
- Promovido da Liga I (segunda divisão)
- Atual campeão da Energa Basket Liga
- Atual campeão da Copa da Polônia
- Atual campeão da Supercopa da Polônia

## Temporada regular

### Classificação Temporada Regular
| Pos. | Clube                                | P  | J  | V-D     | Casa   | Fora   | P+ -P-      | SP   | Classificação            |
| ---- | ------------------------------------ | -- | -- | ------- | ------ | ------ | ----------- | ---- | ------------------------ |
| 1    | WKS Śląsk Wrocław                    | 52 | 30 | 22 - 8  | 10 - 5 | 12 - 3 | 2541 - 2344 | 197  | Playoffs                 |
| 2    | King Szczecin                        | 52 | 30 | 22 - 8  | 12 - 3 | 10 - 5 | 2600 - 2465 | 135  | Playoffs                 |
| 3    | BM Stal Ostrów Wielkopolski          | 50 | 30 | 20 - 10 | 11 - 4 | 9 - 6  | 2584 - 2426 | 158  | Playoffs                 |
| 4    | Legia Varsóvia                       | 50 | 30 | 20 - 10 | 10 - 5 | 10 - 5 | 2536 - 2423 | 113  | Playoffs                 |
| 5    | PGE Spójnia Stargard                 | 48 | 30 | 18 - 12 | 10 - 5 | 8 - 7  | 2510 - 2462 | 48   | Playoffs                 |
| 6    | Grupa Sierleccy Czarni Słupsk        | 47 | 30 | 17 - 13 | 9 - 6  | 8 - 7  | 2325 - 2221 | 104  | Playoffs                 |
| 7    | Anwil Włocławek                      | 47 | 30 | 17 - 13 | 9 - 6  | 8 - 7  | 2532 - 2395 | 137  | Playoffs                 |
| 8    | Trefl Sopot                          | 47 | 30 | 17 - 13 | 9 - 6  | 8 - 7  | 2468 - 2422 | 46   | Playoffs                 |
| 9    | Enea Zastal Zielona Góra             | 46 | 30 | 16 - 14 | 8 - 7  | 8 - 7  | 2561 - 2522 | 39   |                          |
| 10   | Suzuki Arka Gdynia                   | 41 | 30 | 11 - 19 | 7 - 8  | 4 - 11 | 2464 - 2581 | -117 |                          |
| 11   | MKS Dąbrowa Górnicza                 | 41 | 30 | 11 - 19 | 7 - 8  | 4 - 11 | 2544 - 2665 | -121 |                          |
| 12   | Rawlplug Sokół Łańcut                | 41 | 30 | 11 - 19 | 8 - 7  | 3 - 12 | 2292 - 2398 | -106 |                          |
| 13   | Polski Cukier Pszczółka Start Lublin | 41 | 30 | 11 - 19 | 8 - 7  | 3 - 12 | 2414 - 2549 | -135 |                          |
| 14   | Tauron GTK Gliwice                   | 40 | 30 | 10 - 20 | 6 - 9  | 4 - 11 | 2377 - 2516 | -139 |                          |
| 15   | Arriva Twarde Pierniki Toruń         | 39 | 30 | 9 - 21  | 5 - 10 | 4 - 11 | 2457 - 2618 | -161 |                          |
| 16   | Enea Astoria Bydgoszcz               | 38 | 30 | 8 - 22  | 4 - 11 | 4 - 11 | 2538 - 2736 | -198 | Rebaixados para a I Liga |

### Resultados
| Casa\Visitante                       | ANW   | OST    | GDY    | BYD    | ZIE    | CZA   | GLI    | SZC     | LEG     | GOR    | SPO    | LUB    | LAN     | SOP    | TOR    | WRO    |
| ------------------------------------ | ----- | ------ | ------ | ------ | ------ | ----- | ------ | ------- | ------- | ------ | ------ | ------ | ------- | ------ | ------ | ------ |
| Anwil Włocławek                      |       | 86-88  | 110-86 | 97-81  | 82-61  | 79-70 | 88-63  | 99-91   | 91-97   | 94-72  | 78-81  | 86-63  | 78-89   | 80-83  | 86-79  | 73-75  |
| BM Stal Ostrów Wielkopolski          | 71-68 |        | 102-73 | 103-80 | 88-72  | 74-84 | 100-76 | 95-92   | 90-87   | 85-76  | 80-85  | 78-74  | 87-75   | 79-84  | 90-58  | 68-75  |
| Suzuki Arka Gdynia                   | 93-79 | 92-80  |        | 91-76  | 78-90  | 68-88 | 91-73  | 88-102  | 81-83   | 84-74  | 76-77  | 90-79  | 84-81   | 75-82  | 87-99  | 87-70  |
| Enea Abramczyk Astoria Bydgoszcz     | 95-84 | 88-94  | 88-102 |        | 73-91  | 59-86 | 83-72  | 104-103 | 61-86   | 78-80  | 89-98  | 92-100 | 87-78   | 80-91  | 90-100 | 99-111 |
| Enea Zastal BC Zielona Góra          | 88-84 | 87-97  | 97-87  | 98-105 |        | 85-93 | 100-89 | 78-79   | 90-106  | 94-90  | 101-82 | 96-67  | 81-72   | 83-99  | 98-88  | 67-85  |
| Grupa Sierleccy Czarni Słupsk        | 85-73 | 66-90  | 66-64  | 82-78  | 64-66  |       | 49-60  | 66-83   | 73-86   | 83-74  | 68-51  | 82-60  | 91-88   | 83-60  | 94-58  | 75-77  |
| Tauron GTK Gliwice                   | 80-82 | 97-82  | 70-81  | 82-89  | 88-94  | 84-64 |        | 90-83   | 135-136 | 77-79  | 83-95  | 63-49  | 87-86   | 82-92  | 90-85  | 71-91  |
| King Szczecin                        | 88-87 | 88-97  | 98-93  | 88-80  | 69-64  | 88-77 | 84-62  |         | 69-65   | 88-81  | 97-95  | 86-78  | 75-73   | 103-79 | 99-101 | 78-103 |
| Legia Varsóvia                       | 78-70 | 68-96  | 90-61  | 96-88  | 87-81  | 70-63 | 61-84  | 77-92   |         | 101-86 | 69-71  | 108-90 | 75-61   | 79-71  | 81-68  | 63-76  |
| MKS Dąbrowa Górnicza                 | 79-82 | 88-100 | 86-91  | 92-89  | 88-108 | 95-94 | 88-70  | 76-79   | 93-76   |        | 100-85 | 92-91  | 103-102 | 82-91  | 96-106 | 96-103 |
| PGE Spójnia Stargard                 | 93-94 | 89-91  | 88-61  | 73-72  | 82-77  | 83-69 | 59-64  | 81-88   | 97-80   | 90-83  |        | 99-106 | 96-63   | 77-66  | 92-82  | 81-79  |
| Polski Cukier Pszczółka Start Lublin | 70-81 | 90-71  | 72-71  | 101-97 | 76-83  | 80-91 | 79-68  | 75-69   | 76-103  | 91-89  | 85-94  |        | 74-83   | 96-75  | 104-83 | 70-100 |
| Rawlplug Sokół Łańcut                | 67-85 | 70-67  | 85-74  | 84-72  | 86-74  | 69-83 | 68-73  | 76-91   | 72-83   | 90-68  | 79-83  | 74-72  |         | 81-74  | 74-66  | 92-85  |
| Trefl Sopot                          | 73-81 | 93-78  | 115-83 | 90-71  | 81-90  | 71-77 | 98-79  | 86-91   | 70-80   | 87-73  | 91-79  | 74-69  | 83-68   |        | 87-85  | 74-88  |
| Arriva Twarde Pierniki Toruń         | 74-84 | 82-95  | 79-98  | 88-92  | 72-89  | 74-73 | 96-89  | 73-81   | 84-88   | 106-77 | 92-88  | 80-93  | 72-60   | 79-81  |        | 74-83  |
| WKS Śląsk Wrocław                    | 82-91 | 83-68  | 87-80  | 101-90 | 85-78  | 74-86 | 84-73  | 66-78   | 83-77   | 80-88  | 99-66  | 91-84  | 75-76   | 71-67  | 79-74  |        |

## Equipes rebaixadas
- Enea Astoria Bydgoszcz[4]

## Playoffs

### Confrontos

#### Quartas de final
| Time 1                      | Série | Time 2                        | 1º Jogo | 2º Jogo | 3º Jogo | 4º Jogo | 5º Jogo |
| --------------------------- | ----- | ----------------------------- | ------- | ------- | ------- | ------- | ------- |
| WKS Śląsk Wrocław           | 3 - 1 | Trefl Sopot                   | 80 - 73 | 87 - 95 | 88 - 80 | 84 - 75 | -       |
| Legia Varsóvia              | 3 - 0 | PGE Spójnia Stargard          | 84 - 77 | 91 - 78 | 93 - 82 | -       | -       |
| King Szczecin               | 3 - 2 | Anwil Włocławek               | 91 - 86 | 76 - 77 | 84 - 75 | 64 - 70 | 81 - 67 |
| BM Stal Ostrów Wielkopolski | 3 - 0 | Grupa Sierleccy Czarni Słupsk | 95 - 85 | 70 - 63 | 77 - 70 | -       | -       |

#### Semifinal
| Time 1            | Série | Time 2                      | 1º Jogo | 2º Jogo | 3º Jogo | 4º Jogo | 5º Jogo |
| ----------------- | ----- | --------------------------- | ------- | ------- | ------- | ------- | ------- |
| WKS Śląsk Wrocław | 3 - 1 | Legia Varsóvia              | 83 - 77 | 71 - 57 | 55 - 78 | 65 - 63 | -       |
| King Szczecin     | 3 - 1 | BM Stal Ostrów Wielkopolski | 80 - 78 | 79 - 74 | 60 - 92 | 79 - 76 | -       |

#### Decisão de terceiro colocado
| Time 1         | Agregado  | Time 2                      | 1º Jogo | 2º Jogo |
| -------------- | --------- | --------------------------- | ------- | ------- |
| Legia Varsóvia | 161 - 170 | BM Stal Ostrów Wielkopolski | 73 - 85 | 88 - 85 |

#### Final
| Time 1            | Série | Time 2        | 1º Jogo | 2º Jogo | 3º Jogo | 4º Jogo | 5º Jogo | 6º Jogo | 7º Jogo |
| ----------------- | ----- | ------------- | ------- | ------- | ------- | ------- | ------- | ------- | ------- |
| WKS Śląsk Wrocław | 2 - 4 | King Szczecin | 78 - 89 | 65 - 92 | 67 - 90 | 85 - 75 | 82 - 70 | 72 - 92 | -       |

### Premiação
| PLK Energa Liga 2022-23 |
| ----------------------- |
| King Szczecin 1º Título |

## Supercopa da Polônia de 2022
| 21 de setembro de 2022 18:00 CET | relatório | WKS Ślask Wrocław                             | 81–94 | BM Slam Stal     |  |  |  |
| 21 de setembro de 2022 18:00 CET | relatório | Placar por quarto: 27-24, 12-20, 21-22, 21-28 |       |                  |  |  |  |
| 21 de setembro de 2022 18:00 CET | relatório | Pts: J. Martin 25                             |       | Pts: D. Kulig 24 |  |  |  |

### Premiação
| Suzuki Superpuchar Polski 2022                   |
| ------------------------------------------------ |
| Arged BM Slam Stal Ostrów Wielkopolski 1º Título |

## Copa da Polônia - Lublin 2023

### Confrontos

#### Quartas de final
| Time 1                               | Placar  | Time 2               |
| ------------------------------------ | ------- | -------------------- |
| King Szczecin                        | 87 - 92 | PGE Spójnia Stargard |
| Polski Cukier Pszczółka Start Lublin | 87 - 86 | Legia Varsóvia       |
| BM Stal Ostrów Wielkopolski          | 80 - 89 | Anwil Włocławek      |
| WKS Śląsk Wrocław                    | 70 - 79 | Trefl Sopot          |

#### Semifinal
| Time 1               | Placar   | Time 2                               |
| -------------------- | -------- | ------------------------------------ |
| PGE Spójnia Stargard | 86 - 109 | Polski Cukier Pszczółka Start Lublin |
| Anwil Włocławek      | 91 - 93  | Trefl Sopot                          |

#### Final
| Time 1                               | Placar  | Time 2      |
| ------------------------------------ | ------- | ----------- |
| Polski Cukier Pszczółka Start Lublin | 80 - 91 | Trefl Sopot |

### Premiação
| Suzuki Puchar Polski 2023 |
| ------------------------- |
| Trefl Sopot 3º Título     |

MVP do torneio:  Garrett Nevels 

## Clubes poloneses em competições europeias
| Clube                         | Competição        | Resultado                                                                             |
| ----------------------------- | ----------------- | ------------------------------------------------------------------------------------- |
| WKS Śląsk Wrocław             | EuroCopa          | Eliminado - como 10º colocado no Gr. B com 1 vitória e 17 derrotas                    |
| Legia Varsóvia                | Liga dos Campeões | Eliminado - como 4º colocado no Gr. C com 1 vitória e 5 derrotas                      |
| Anwil Włocławek               | Copa Europeia     | Campeão (1º título)                                                                   |
| Grupa Sierleccy Czarni Słupsk | Copa Europeia     | Eliminado - Nas semifinais do Gr.D da fase classificatória para ZZ Leiden por (74-78) |